# ميغيل أنجيلو
ميغيل أنجيلو هو لاعب كرة قدم برتغالي في مركز الدفاع، ولد في 3 مايو 1995. لعب مع ديسبورتيفو تروفينسي.

## وصلات خارجية
- ميغيل أنجيلو على موقع قاعدة بيانات كرة القدم.إي يو (الإنجليزية)
- ميغيل أنجيلو على موقع Soccerway.com (الإنجليزية)